# Andrés Moya López
Andrés Moya López (Valencia, 13 de febrero de 1933-Cuenca, 13 de mayo de 2017) fue alcalde de Cuenca (1967-1974 y 1979-1983), y senador por Cuenca con Unión de Centro Democrático en la legislatura constituyente (1977-1979).

## Biografía
Estudió medicina en la Universidad de Granada, especializándose en Obstetricia y Ginecología. Fue jefe de la primera zona de Ginecología de la Seguridad Social.

## Trayectoria política
Comenzó su carrera política, dentro de Unión de Centro Democrático, siendo elegido Presidente de la Ejecutivo provincial del partido. Ha sido el único alcalde de Cuenca, que ha ocupado dicho puesto durante el franquismo (1967-1974) y la democracia (1979-1983). Fue procurador en Cortes en representación de los municipios (1967-1971), y senador por Cuenca con Unión de Centro Democrático en la legislatura constituyente (1977-1979), siendo vocal de las Comisiones de Defensa Nacional; y de la investigación sobre la situación del niño.

## Asociaciones
- Presidente de la Lucha contra el Cáncer (1974)
- Vicepresidente del Colegio Oficial de Médicos de Cuenca (1975).